# Cotylidia
Cotylidia P. Karst. (czarkówka) – rodzaj grzybów z rodziny Rickenellaceae.

## Charakterystyka
Grzyby o owocniku kapeluszowym, lejkowatym, z trzonem centralnym lub bocznym. Powierzchnia hymenialna gładka do brodawkowatej. System strzępkowy monomityczny, strzępki cienkościenne z prostą przegrodą. Z tramy wyrastają cylindryczne, cienkościenne i nie inkrustowane pseudocystydy o tępych wierzchołkach. Podstawki wąsko maczugowate z 4 sterygmami i prostą przegrodą bazalną. Bazydiospory elipsoidalne, cienkościenne, gładkie, nieamyloidalne.
Wśród grzybów kortycjoidalnych Cotylidia wyróżnia się głównie kapeluszowym owocnikiem z trzonem, strzępkami bez sprzążek i występowaniem cystyd pochodzenia tramalnego.

## Systematyka i nazewnictwo
Pozycja w klasyfikacji według Index Fungorum: Rickenellaceae, Hymenochaetales, Agaricomycetidae, Agaricomycetes, Agaricomycotina, Basidiomycota, Fungi.
Synonimy naukowe: Bresadolina Brinkmann, Craterella Pers.
Polską nazwę nadał Stanisław Domański w 1991 r.
Gatunki:
- Cotylidia aurantiaca (Pat.) A.L. Welden 1958
- Cotylidia carpatica (Pilát) Huijsman 1954
- Cotylidia decolorans (Berk. & M.A. Curtis) A.L. Welden 1958
- Cotylidia diaphana (Schwein.) Lentz 1955
- Cotylidia fibrae L. Fan & C. Yang 2021
- Cotylidia guttulata L. Remy 1965
- Cotylidia harmandii (Lloyd) D.A. Reid 1965
- Cotylidia komabensis (Henn.) D.A. Reid 1965
- Cotylidia marsicana Lonati 2000
- Cotylidia muscigena L. Remy 1965
- Cotylidia pannosa (Sowerby) D.A. Reid 1965 – czarkówka rozetkowa
- Cotylidia pusiola (Berk. & M.A. Curtis) A.L. Welden 2010
- Cotylidia undulata (Fr.) P. Karst. 1881 – czarkówka kędzierzawa

Nazwy naukowe na podstawie Index Fungorum. Nazwy polskie według Władysława Wojewody.